# Chain Home

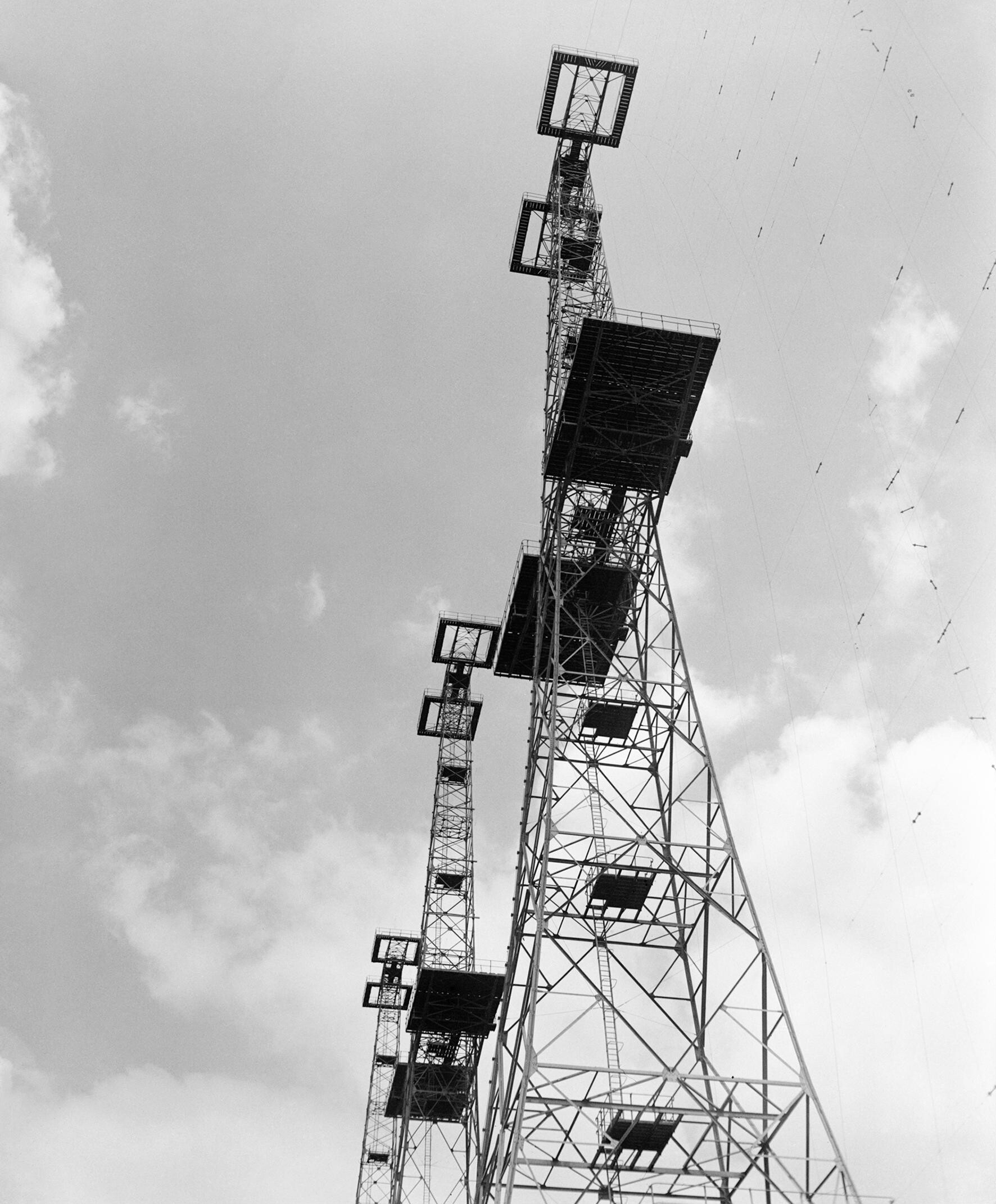
Antennes van chain home

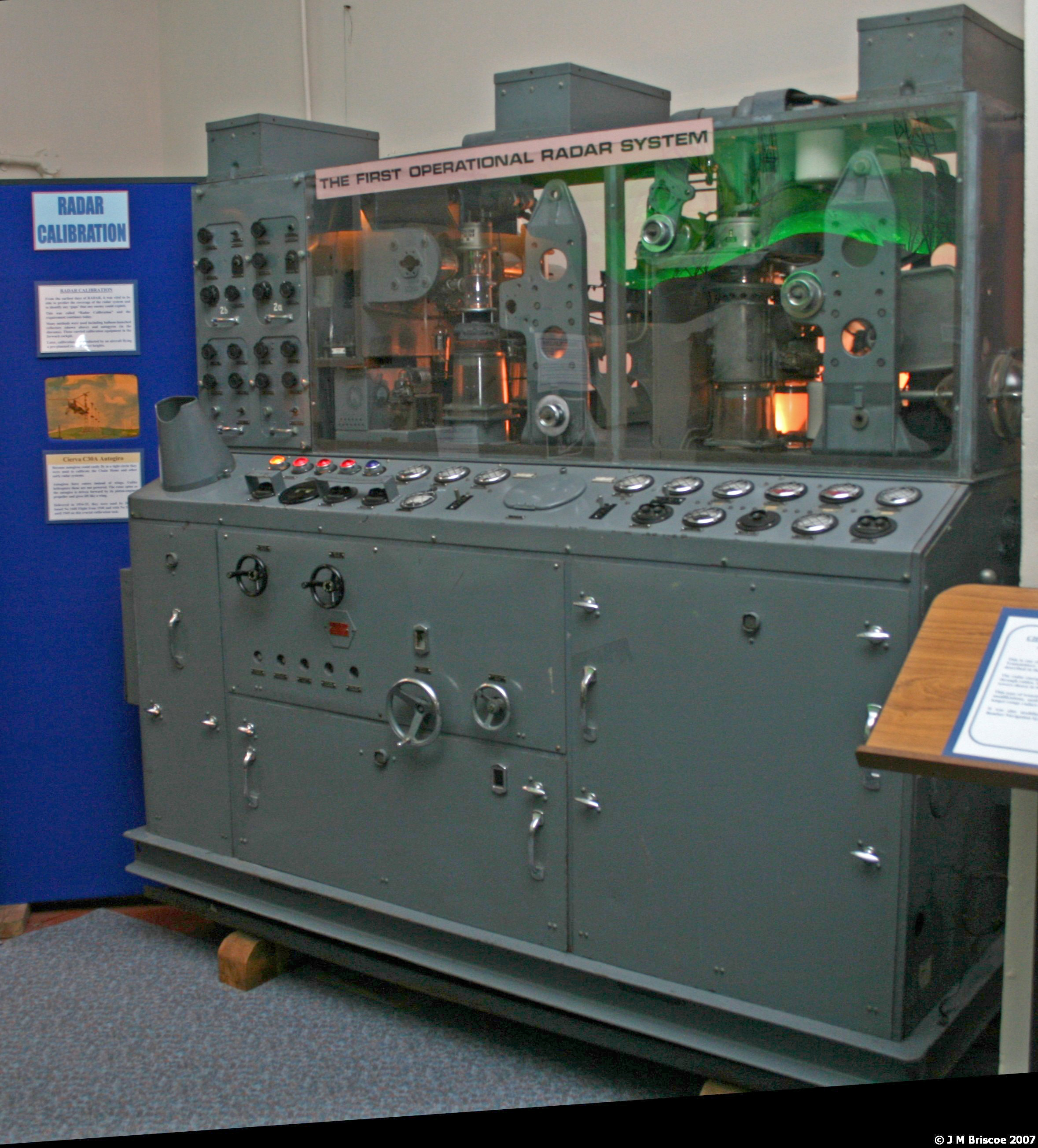
De transmitter van chain home

Chain Home was de codenaam voor het radarsysteem dat de Britten in de Tweede Wereldoorlog gebruikten tijdens de slag om Engeland, om de aanvallen van de Duitse Luftwaffe vroegtijdig te detecteren en de gevechten te coördineren. Het was het eerste werkelijk goed functionerende operationele radarsysteem ter wereld (er waren ook andere, deze hebben operationeel echter geen belangrijke rol gespeeld).
Het systeem bestond feitelijk uit twee subsystemen: de Chain Homestations – die een golflengte van 12 m gebruikten – werden gebruikt voor langeafstandsdetectie, dus vroegtijdige waarschuwing; de Chain Home Lowstations – die een veel kleinere golflengte gebruikten – waren bedoeld voor kortere afstand en konden ook beter laagvliegende vliegtuigen detecteren. Zij werden meer gebruikt voor gevechtscoördinatie.
In eerste instantie besloeg het systeem alleen het zuiden en oosten van Groot-Brittannië, aangezien daar de afstand tot het vasteland het kleinst was. Later werd het systeem uitgebreid over de gehele Britse kust, inclusief de Shetlandeilanden.
Naar huidige maatstaven was het systeem uiterst primitief. Toch konden de Britten met behulp van dit systeem de Luftwaffe zulke zware verliezen toebrengen, dat Hitler zijn geplande invasie van Engeland moest uitstellen en uiteindelijk zelfs moest afblazen. Het ironische aan het verhaal omtrent Chain Home is, dat het systeem zelfs naar de maatstaven van die tijd niet erg geavanceerd was. Het was echter juist die primitiviteit die de Duitsers verhinderde het systeem als radarsysteem te herkennen. De Duitsers hadden namelijk al in 1939 het luchtschip de LZ130 Graf Zeppelin naar de Noordzee gestuurd om te bepalen of de 100 meter hoge torens die men langs de Britse kust had gesignaleerd, werden gebruikt voor radardoeleinden. De Duitsers zelf waren op dat moment ook volop met radar aan het experimenteren (het Freyasysteem was de Duitse tegenhanger van Chain Home), maar zij waren feitelijk technisch al verder gevorderd, en gebruikten hogere frequenties. Hierdoor zochten zij dan ook niet in het frequentiespectrum rond de door de Britten gebruikte 25 MHz. Zij vonden dus geen uitzendingen in het door hen afgespeurde gebied, en concludeerden vervolgens ten onrechte dat de torens geen radarantennes waren.